# The Legend of Heroes: Trails of Cold Steel
The Legend of Heroes: Trails of Cold Steel  est un jeu vidéo de rôle développé par Nihon Falcom. Faisant partie de la série Trails, elle-même une partie de la plus grande franchise The Legend of Heroes, le jeu est sorti pour la première fois sur PlayStation 3 et PlayStation Vita au Japon en septembre 2013. Xseed Games localisent et publient le jeu dans les régions anglophones en 2015. Un port pour Microsoft Windows a également été publié par Xseed en 2017, qui comprenait des voix supplémentaires en anglais exclusives. Un autre port pour la PlayStation 4 est sorti au Japon en 2018 et dans le reste du monde l'année suivante. Une suite directe, The Legend of Heroes: Trails of Cold Steel II, est sortie fin 2014.

## Système de jeu
Le gameplay de base est similaire aux titres précédents Trails in the Sky, avec toutefois quelques modifications. Le plus grand changement au système de combat, et une nouvelle fonctionnalité, est le « tactical link system », qui permet aux joueurs d'enchaîner trois types d'attaques de lien, infligeant des dégâts supplémentaires et offrant divers autres avantages. Les liens tactiques deviennent un atout plus utile pour le joueur à mesure que l'histoire progresse et que les personnages améliorent leurs « niveaux de lien » avec d'autres personnages. Un autre changement est le système Orbment. Trails of Cold Steel hérite du système de « Master Quartz » d'Ao no Kiseki. Le jeu propose un contrôle de la caméra à 360 degrés, des modèles de personnages entièrement en 3D et des conversations vocales entre les personnages lors des principaux moments de l'histoire, toutes des fonctionnalités exclusives à la série The Legend of Heroes. Les joueurs peuvent également transférer des données de sauvegarde entre les versions PlayStation 3, Vita et PlayStation 4.

## L'histoire
Le jeu se déroule dans l'Empire d'Erebonia et se déroule après la série Trails in the Sky et pendant la même période que la duologie Crossbell. L'intrigue du jeu est centrée sur Rean Schwarzer et ses camarades de la Classe VII à l'académie militaire de Thors, qui est une classe nouvellement formée composée à la fois de noblesse d'Erebonia et de roturiers, faisant d'elle la seule de toute l'académie qui ne se sépare pas en fonction de la classe sociale. Le jeu suit la classe VII tout au long de l'année scolaire de mars à octobre, se concentrant principalement sur leurs études sur le terrain qui les emmènent dans diverses villes et régions d'Erebonia. Le but principal est de faire que la classe soit le témoin de la réalité de l'empire, car la lutte de pouvoir entre la noblesse, dirigée par quatre grandes maisons aristocratiques, et les réformistes de la classe ouvrière dirigée par le chancelier Osborne, menace de conduire à une guerre civile. En même temps, les étudiants entrent de plus en plus en conflit avec un groupe terroriste connu plus tard sous le nom de Front de Libération Impérial, dirigé par le chef masqué mais charismatique connu uniquement sous le nom de « C ».
Pendant leur séjour à l'académie, la classe VII est également chargée d'enquêter sur la « Old Schoolhouse », un mystérieux bâtiment inutilisé sur le campus qui change sa configuration interne tous les mois. Au septième et dernier étage, ils découvrent un ancien mecha connu sous le nom de Valimar. L'histoire culmine avec l'assassinat d'Osborne dans la capitale par le terroriste « C », qui se révèle être un camarade de la classe VII, Crow Armbrust. Parallèlement à l'assassinat, un coup d'État de la faction noble entraîne l'occupation de Thors par des forces dirigées par Crow, qui pilote son propre mecha. Incapable de le combattre avec des moyens normaux, Rean appelle Valimar afin de combattre Crow en duel, à la suite duquel Rean est vaincu, menant directement au second épisode, Trails of Cold Steel II.

## Développement
Cold Steel a également été localisé en chinois et en coréen avec l'aide de Sony Computer Entertainment Japan Asia,. La localisation en anglais a été gérée par Xseed Games, qui a également porté le jeu sur Microsoft Windows en 2017, ce dernier incluant des voix supplémentaires exclusives,,. Une version remasterisée pour la PlayStation 4, The Legend of Heroes: Trails of Cold Steel I: Kai -Thors Military Academy 1204-, est sortie au Japon en mars 2018. Il comprend de nombreuses fonctionnalités de la version PC, telles que la prise en charge de la résolution 4K et une fonction de combat en vitesses accélérée. Il est sorti en Amérique du Nord et en Europe le 26 mars 2019,. Le jeu utilise le moteur de jeu PhyreEngine.

## Accueil
Le jeu a reçu un accueil « généralement positif », selon l' agrégateur d'avis Metacritic. Au Japon, Famitsu a donné aux deux versions une note de 34/40. PlayStation LifeStyle a déclaré qu'il s'agissait « d'un chef-d'œuvre de jeu de rôle avec tout ce qu'il faut : la localisation exceptionnelle de Xseed, qui contourne les clichés d' anime en faveur d'une réelle profondeur ; un ensemble addictif de mécanismes de simulation de vie, un casting adorable, un systéme de cuisine et un système de combat qui récompense la personnalisation et la coopération entre les membres du parti ». Hardcore Gamer a déclaré que « c'est de loin le meilleur JRPG de cette année » et que si « c'est ce qui nous attend avec les futurs titres de Legend of Heroes, il est sûr de dire que le genre JRPG a un bel avenir devant lui ». Kimberley Wallace de Game Informer a déclaré qu'avec « des combats amusants, des rebondissements intéressants et un système social cool, Trails of Cold Steel est l'un de mes RPG récents préférés ». Adriaan den Ouden de RPGamer a déclaré que c'était son RPG préféré pour l'année 2015. Multiplayer.it a dit qu'il est « complexe, profond et varié, et présente un scénario et un cadre étonnamment réalistes et matures » et un « casting inoubliable de personnages ». Destructoid a déclaré qu'il « suit un grand nombre de conventions JRPG classiques » et « ne fait pas beaucoup de choses qui n'avaient pas été faites auparavant » mais a conclu « le système de combat tient toujours, et les personnages sont assez charmants pour tenir le joueur en haleine jusqu'à la fin ».
Au cours de la première semaine après sa sortie, la version PlayStation Vita a dépassé la version PlayStation 3, plaçant la deuxième place dans le palmarès des ventes du logiciel Media Create avec 81 622 exemplaires vendus, contre 67 718 exemplaires vendus pour la version PS3 à la quatrième place. Le jeu a généré des bénéfices importants pour Falcom, avec 1,9 milliard de yens de ventes nettes et 700 millions de yens de bénéfices. Le jeu a été récompensé lors des Japan Game Awards 2013 lors du Tokyo Game Show par la Computer Entertainment Supplier's Association, comme l'un des onze titres parmi les gagnants de la Future Division.

## Remarques
1. ↑  The Legend of Heroes: Trails of Cold Steel (英雄伝説 閃の軌跡, Eiyū Densetsu: Sen no Kiseki?)